# Ustawa o reorganizacji Indian
Ustawa o reorganizacji Indian (ang. Indian Reorganization Act – IRA, zwana też Wheeler-Howard Act) – ustawa Kongresu USA z 18 czerwca 1934 roku, stwarzająca nowe – obowiązujące zasadniczo do dziś – podstawy prawne, organizacyjne i finansowe autonomicznego funkcjonowania grup tubylczych Amerykanów (czyli plemion indiańskich USA i – częściowo – tubylczych społeczności Alaski), określająca ich uprawnienia oraz relacje z władzami.

## Status Indian amerykańskich przed rokiem 1934
IRA była zasadniczym zwrotem w dotychczasowych dziejach Indian i historii „indiańskiej” polityki władz federalnych USA, które:
- od ponad stu lat – tj. od czasu podjęcia w latach 1831–1832 przez Sąd Najwyższy USA kluczowych decyzji w sprawach Indian – uznawały indiańskie plemiona za wewnętrzne narody zależne (ang. dependent domestic nations);
- w 1871 roku zaprzestały zawierania traktatów z plemionami Indian Ameryki Północnej (czyli traktowania ich jak podmiotów prawa międzynarodowego), zawierając odtąd z indiańskimi wodzami jedynie umowy niższego rzędu, a jednocześnie nie uznając Indian za obywateli USA;
- w 1887 roku ustawa o powszechnym podziale ziemi (ang. General Allotment Act, GAA, zwana też ustawą Dawesa) rozpoczęła niszczący dla niezależności i samowystarczalności indiańskich plemion proces podziału wspólnych ziem plemiennych na indywidualne działki i przejmowania większości „nadwyżek ziem” (ang. surplus land) przez państwo (które sprzedawało je następnie osadnikom i korporacjom);
- dopiero w 1924 roku – w uznaniu ochotniczej służby indiańskich wojowników na frontach I wojny światowej – przyznały obywatelstwo amerykańskie i prawo głosu wszystkim Indianom żyjącym w granicach USA (którzy na mocy innych przepisów nie otrzymali tego obywatelstwa wcześniej);
- w 1928 roku przyznały w tzw. Raporcie Meriama, że społeczna i ekonomiczna sytuacja Indian w rezerwatach jest szokująco zła;
- od przeszło wieku uzależniały wszelkie kluczowe decyzje w sprawach dotyczących plemion indiańskich (a często także w sprawach indywidualnych Indian) od decyzji lub zgody Komisarza do spraw Indian.

Projekt zasadniczej reformy sytuacji prawnej amerykańskich Indian z rezerwatów był częścią polityki tzw. „Nowego Ładu” (ang. New Deal) – zasadniczych zmian gospodarczych i społecznych, wdrażanych w latach 30. XX w. przez administrację prezydenta Franklina D. Roosevelta, a w zakresie polityki wobec Indian – przez Komisarza do spraw Indian, czyli szefa federalnego Biura do spraw Indian (ang. Bureau of Indian Affairs, BIA) w departamencie spraw wewnętrznych, Johna Colliera. Przyjmowana z mieszanymi uczuciami, zarówno przez bardziej tradycyjne grupy tubylcze (takie jak Hopiowie czy Irokezi), jak i przez bardziej konserwatywną część amerykańskiego społeczeństwa, ustawa o reorganizacji Indian stała się jednak trwałą podstawą reform i autonomicznego funkcjonowania zdecydowanej większości tubylczych społeczności w USA.

## Główne postanowieniaUstawy o reorganizacji Indian
Ustawa o reorganizacji Indian z 1934 roku:
- zakończyła rozpoczęty ustawą Dawesa z 1887 roku proces dzielenia ziem plemiennych na przyznawane Indianom indywidualne działki (i przejmowania znacznych nadwyżek ziemi przez sprzedający je później rząd);
- przedłużyła na czas nieokreślony dotychczasowy szczególny status powierniczy ziem indiańskich, nadzorowanych przez Biuro do spraw Indian (BIA), uzależniając każdorazowo ich sprzedaż lub dzierżawę od zgody departamentu spraw wewnętrznych;
- umożliwiła odzyskiwanie przez Indian „nadwyżek” ziemi, przeznaczanych przez państwo na sprzedaż, upoważniając departament spraw wewnętrznych (a konkretnie BIA) do nabywania ziem w imieniu indiańskich plemion i przyłączanie ich do istniejących już rezerwatów lub tworzenie nowych;
- wyłączyła położone poza terenem rezerwatów indywidualne działki i gospodarstwa Indian z kompetencji Biura do spraw Indian;
- określiła podstawy regulacji prawnych w zakresie zarządzania indiańskimi lasami i pastwiskami (ważnego źródła dochodów wielu plemion);
- umożliwiła plemionom Indian zorganizowanie władz samorządowych w rezerwatach w oparciu o konstytucje plemienne (wzorowane na Konstytucji Stanów Zjednoczonych i zatwierdzane przez departament spraw wewnętrznych) oraz powołanie pochodzących z demokratycznych wyborów rad plemiennych (konstytucje uprawniały rady plemienne m.in. do zatrudniania prawników i prowadzenia negocjacji z władzami wszystkich szczebli oraz zakazywały obrotu ziemiami plemiennymi bez zgody większości członków danego plemienia);
- utworzyła zarządzany przez departament spraw wewnętrznych odnawialny fundusz kredytowy na rozwój przedsiębiorczości indiańskiej i fundusz stypendialny dla indiańskich uczniów szkół zawodowych, średnich i wyższych oraz zapewniła finanse na działalność Biura do spraw Indian (BIA);
- nakazała określenie, niezależnych od dotychczas obowiązujących przepisów o służbie cywilnej, preferencji przy zatrudnianiu Indian w BIA;
- wyłączyła spod przepisów ustawy tubylcze społeczności Alaski i plemiona byłego Terytorium Indiańskiego w stanie Oklahoma (funkcjonujące na podstawie innych ustaw samorządowych) oraz te plemiona, które głosowały przeciwko przyjęciu przepisów ustawy (co się zdarzało);
- potwierdzała ważność wcześniejszych ustaw szczegółowych, regulujących kwestie podziału ziem Siuksów i przyznawania im działek indywidualnych;
- stwierdzała, że przepisy ustawy nie mogą w żaden sposób wpływać na procesy sądowe, wytoczone już przez indiańskie plemiona rządowi USA;
- upoważniała plemiona indiańskie do występowania do departamentu spraw wewnętrznych z wnioskami o rejestrację i oficjalne uznanie;
- zdefiniowała pojęcia „Indianie”, „plemię” i „dorosły Indianin”.

## Realizacja i konsekwencje ustawy
Przepisy ustawy były intensywnie wdrażane do chwili wybuchu II wojny światowej. Ponad 160 plemion i społeczności tubylczych przyjęło nowe konstytucje i zasady autonomii zgodnie z IRA, a w ciągu pierwszych 20 lat po jej uchwaleniu w indiańskie ręce wróciły 2 mln akrów (8000 km²) utraconych wcześniej ziem. Stopniowo poprawiano ogromne zaniedbania w indiańskiej służbie zdrowia i oświacie – w 1950 roku ponad połowa indiańskich dzieci uczęszczała już do anglojęzycznych szkół publicznych (w większości były to jednak specjalne szkoły z internatami, krytykowane później za niski poziom nauczania, odrywanie dzieci od kultury przodków, liczne przypadki przemocy i wykorzystywania uczniów). Przepisy nowej ustawy, choć odebrały formalny autorytet dotychczasowym radom wodzów (obieralnych lub dziedzicznych) i innym tradycyjnym instytucjom plemiennym, stworzyły jednocześnie podstawy odrodzenia niszczonych dotąd kultur plemiennych i często prześladowanych lub nawet zakazanych tradycyjnych obrzędów (jak Taniec Słońca) religii i języków.
W kolejnych dziesięcioleciach reformy „indiańskiego Nowego Ładu” uległy jednak spowolnieniu w związku ze zmianą sytuacji politycznej i społeczno-ekonomicznej kraju. Regres ten nastąpił mimo powstania Krajowego Kongresu Indian Amerykańskich (ang. National Congress of American Indians, NCAI) w 1944 roku i powołania przez władze Komisji Roszczeń Indiańskich (ang. Indian Claims Commission, ICC) w 1946 roku. W latach 50. i 60. XX w. dominującą polityką władz USA wobec Indian była – realizowana w ramach tej samej ustawy z 1934 roku – polityka stopniowej likwidacji rezerwatów i tubylczej samorządności (ang. termination), a następnie polityka przesiedleń Indian do miast (ang. relocation) i asymilacji społeczności tubylczych (ang. assimilation). Efektem tego było m.in. w drugiej połowie lat 50. formalne zlikwidowanie przez Kongres 61 plemion i należących do nich rezerwatów.

## Stara ustawa i nowe zmiany
Polityka ta uległa stopniowo zmianie w kierunku uznania suwerenności i szerszej autonomii tubylczych społeczności w USA począwszy od końca lat 60. Było to skutkiem „indiańskiego odrodzenia” społeczno-kulturalnego, fali protestów tubylczych (organizowanych m.in. przez Ruch Indian Amerykańskich – ang. American Indian Movement, AIM), a także stałej działalności lobbystycznej NCAI i innych organizacji tubylczych, oraz kolejnych projektów aktywizacji gospodarczej rezerwatów (m.in. przez wsparcie dla przedsiębiorczości tubylczej oraz otwieranie kasyn indiańskich). Sprzyjająca atmosfera społeczna i polityczna umożliwiła wtedy uchwalenie kolejnych ważnych aktów prawnych dotyczących Indian (w tym Ustawy o wolności religijnej Indian amerykańskich (AIRFA) z 1978 roku, Ustawy o ochronie grobów tubylczych i repatriacji (NAGPRA) i Ustawy o indiańskiej sztuce i rzemiośle (IACA) – obu z 1990 roku). Mimo cięć budżetowych w wydatkach na programy pomocy Indianom (zwłaszcza za rządów republikanów) stopniowo wdrażano też kolejne reformy ekonomiczne i społeczne, zbieżne z oczekiwaniami większości samych Indian, i przekazywano im szerszy zakres odpowiedzialności za własne sprawy – w ramach wsparcia rządowego, pozostającego nadal głównym źródłem finansowania indiańskich programów społecznych i projektów ekonomicznych.
Ustawa o reorganizacji Indian, uzupełniona o późniejsze poprawki i kolejne akty prawne, reformujące różne obszary życia tubylczych Amerykanów i ich społeczności (zarówno w rezerwatach, jak i poza nimi, gdzie mieszka obecnie ponad 50% z ponad 4 mln Indian amerykańskich), pozostaje wciąż zasadniczym aktem prawnym definiującym autonomię tubylczą w Stanach Zjednoczonych. Część działaczy tubylczych i polityków amerykańskich krytykuje od lat tak jej ogólną koncepcję, utrwalającą ich zdaniem paternalistyczny stosunek władz wobec „pierwszych Amerykanów”, jak i nadużycia władz różnych szczebli (w tym Biura do spraw Indian) oraz nieudolność urzędników w praktycznej realizacji zapisów ustawy i służeniu indiańskiej społeczności w USA.